# غالميورن
غالميورن (بالإنجليزية: Galmihorn)‏ هو أحد جبال سلسلة جبال الألب البرنية وجزء من القمة الأم يقع في كانتون فاليز، سويسرا. يبلغ ارتفاع الجبل حوالي 3505 متر، بينما يبلغ ارتفاع نتوء الجبل 293 متر.